# Grabovci (Ruma)
Pour les articles homonymes, voir Grabovci.
Grabovci (en serbe cyrillique : Грабовци) est une localité de Serbie située dans la province autonome de Voïvodine. Elle fait partie de la municipalité de Ruma dans le district de Syrmie (Srem). Au recensement de 2011, elle comptait 1 189 habitants.
Grabovci, officiellement classé parmi les villages de Serbie, est une communauté locale, c'est-à-dire une subdivision administrative, de la municipalité de Ruma.

## Géographie

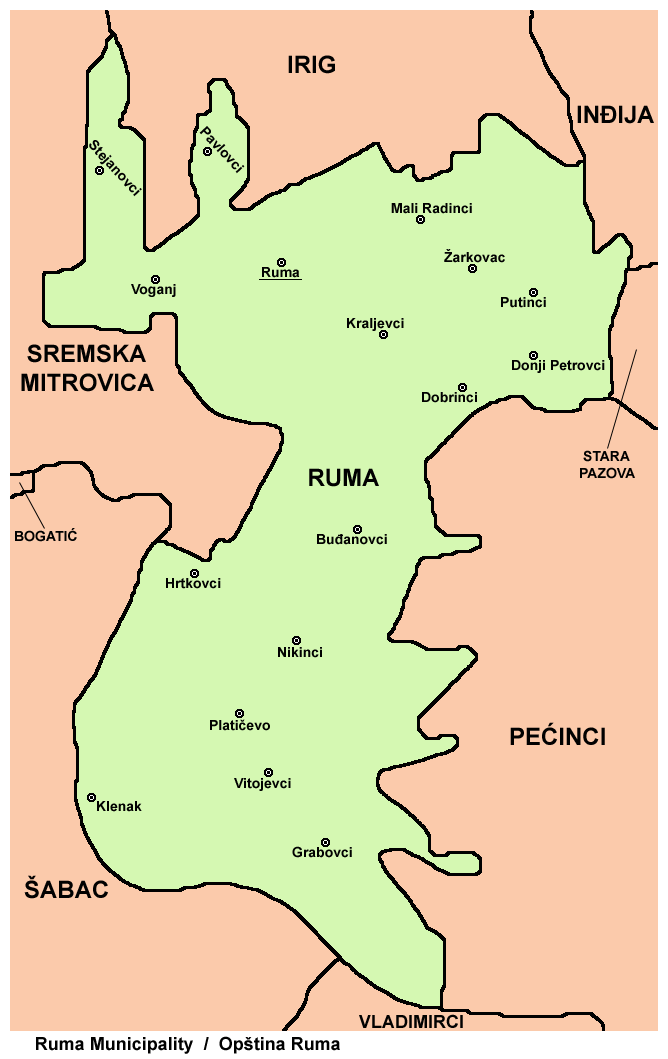
Localisation de Grabovci dans la municipalité de Ruma

Grabovci se trouve dans la région de Syrmie, à proximité de la Save.

## Histoire
La première mention de Grabovci date de 1391 ; au XVe siècle, le village était considéré comme une localité importante des terres du despote serbe Vuk Branković (Zmaj Ognjeni Vuk). Selon les divers recensements, il comptait 80 foyers en 1756, 135 foyers en 1766, 148 foyers en 1774, 127 foyers et 731 habitants en 1791, 824 habitants en 1808 et 154 foyers en 1810. l'église Saint-Georges a été construite en 1742[réf. nécessaire].

## Démographie

### Évolution historique de la population
| 1948  | 1953  | 1961  | 1971  | 1981  | 1991  | 2002  | 2011  |
| ----- | ----- | ----- | ----- | ----- | ----- | ----- | ----- |
| 1 434 | 1 712 | 1 742 | 1 728 | 1 594 | 1 488 | 1 480 | 1 189 |

|  |

### Données de 2002
Pyramide des âges (2002)
En 2002, l'âge moyen de la population était de 39,2 ans pour les hommes et 42,1 ans pour les femmes.
Répartition de la population par nationalités (2002)
En 2002, les Serbes représentaient 95,6 % de la population ; le village abritait notamment une minorité rom (1,7 %).

### Données de 2011
En 2011, l'âge moyen de la population était de 44 ans, 42,9 ans pour les hommes et 45,2 ans pour les femmes.

## Vie locale
Le village dispose d'une école, d'un centre médical et d'une poste. Il possède un club de football, le FK Graničar.

## Économie
L'activité principale de Grabovci est l'agriculture ; on y produit notamment des poivrons et des melons. On y élève également des porcs. Les forêts alentour sont propices à la cueillette de la truffe blanche.

## Tourisme

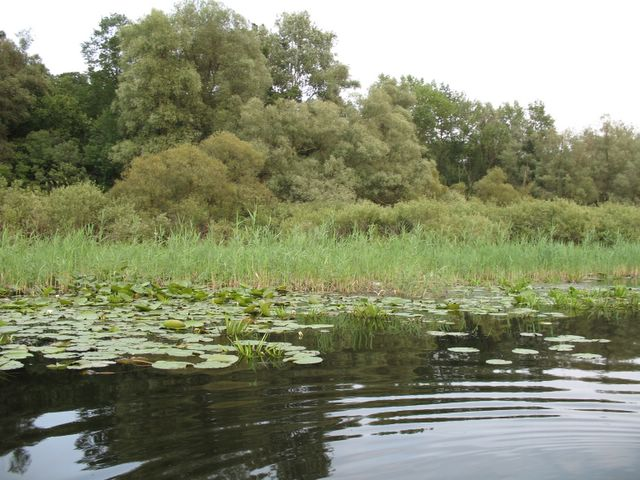
Vue de l'Obedska bara

Près de Grabovci se trouve la réserve naturelle de l'Obedska bara, ; dans son ensemble elle s'étend sur 9 820 ha. Le 28 mars 1977, le site, sur une superficie de 175,01 km2, a été officiellement inscrit sur la liste des sites Ramsar pour la conservation et l'utilisation durable des zones humides. En 2000, l'Obedska bara été reconnue comme une Zone importante pour la conservation des oiseaux (ZICO) ; cette protection concerne une superficie de 230 km2 ; on peut notamment y observer la cigogne noire (Ciconia nigra) et la cigogne blanche (Ciconia ciconia), le blongios nain (Ixobrychus minutus) et le bihoreau gris (Nycticorax nycticorax). Parmi les rapaces, on peut signaler le faucon sacre (Falco cherrug) et le pygargue à queue blanche (Haliaeetus albicilla). D'autres espèces importantes caractérisent l'Obedska bara, comme la marouette poussin (Porzana parva), la marouette ponctuée (Porzana porzana), le martin-pêcheur d'Europe (Alcedo atthis), ou encore le pic mar (Dendrocopos medius), le pic syrien (Dendrocopos syriacus) et le pivert (Picus viridis). Parmi les nombreuses espèces d'oiseaux, on peut encore citer  la locustelle luscinioïde (Locustella luscinioides), la fauvette à tête noire (Sylvia atricapilla), le grimpereau des jardins (Certhia brachydactyla) et le gobe-mouche à collier (Ficedula albicollis).